# SS Mongolia (1922)
Pour les articles homonymes, voir SS Mongolia.
Le SS Mongolia est un paquebot lancé en 1922 pour la Peninsular and Oriental Steam Navigation Company (P&O) pour des services entre le Royaume-Uni et l'Australie. Il voyagera plus tard vers la Nouvelle-Zélande, et en 1938 il fut transféré vers une filiale de la P&O, la New Zealand Shipping Company, sous le nom de SS Rimutaka.
En 1950, il fut vendu et devint le SS Europa, transportant des immigrants vers les États-Unis depuis l'Europe. Puis, il devint un bateau de croisière opérant aux Bahamas sous le nom de SS Nassau. Finalement, son dernier service était sous pavillon mexicain opérant de Los Angeles à Acapulco sous le nom de SS Acapulco, faisant de lui le seul transatlantique ayant voyagé sous le drapeau mexicain. Le navire fut démoli en 1964.